# Морганфілд (Кентуккі)
Морганфілд (англ. Morganfield) — місто (англ. city) в США, в окрузі Юніон штату Кентуккі. Населення — 3256 осіб (2020).

## Географія
Морганфілд розташований за координатами 37°41′10″ пн. ш. 87°52′59″ зх. д. / 37.68611° пн. ш. 87.88306° зх. д. (37.686027, -87.883054).  За даними Бюро перепису населення США в 2010 році місто мало площу 7,87 км², з яких 7,79 км² — суходіл та 0,08 км² — водойми.

## Демографія
Згідно з переписом 2010 року, у місті мешкало 3285 осіб у 1354 домогосподарствах у складі 855 родин. Густота населення становила 418 осіб/км².  Було 1508 помешкань (192/км²).
Расовий склад населення:
| - 81,2 % — білих - 16,1 % — чорних або афроамериканців - 0,4 % — азіатів - 0,1 % — корінних американців |

До двох чи більше рас належало 1,6 %. Частка іспаномовних становила 1,8 % від усіх жителів.
За віковим діапазоном населення розподілялося таким чином: 23,7 % — особи молодші 18 років, 58,8 % — особи у віці 18—64 років, 17,5 % — особи у віці 65 років та старші. Медіана віку мешканця становила 40,3 року. На 100 осіб жіночої статі у місті припадало 87,4 чоловіків;  на 100 жінок у віці від 18 років та старших — 84,5 чоловіків також старших 18 років.
Середній дохід на одне домашнє господарство  становив 44 612 долари США (медіана — 31 721), а середній дохід на одну сім'ю — 50 494 долари (медіана — 41 097). За межею бідності перебувало 22,5 % осіб, у тому числі 29,5 % дітей у віці до 18 років та 6,9 % осіб у віці 65 років та старших.
Цивільне працевлаштоване населення становило 1444 особи. Основні галузі зайнятості: освіта, охорона здоров'я та соціальна допомога — 34,2 %, роздрібна торгівля — 18,6 %, виробництво — 15,0 %.